# Haedanini
Haedanini Simon, 1895 è una tribù di ragni appartenente alla famiglia Thomisidae.

## Distribuzione
I nove generi oggi noti di questa tribù sono diffusi nella regione paleartica (Ebrechtella), in America meridionale (Erissoides e Erissus), in Africa (Haedanula), in Asia sudorientale (Hedana, Reinickella, Rhaebobates e Tharrhalea), nelle Filippine (Pycnaxis e Tharrhalea) e in Australia (Hedana e Tharrhalea).

## Tassonomia
A dicembre 2013, gli aracnologi riconoscono 9 generi appartenenti a questa tribù:
- Ebrechtella Dahl, 1907 - regione paleartica
- Erissoides Mello-Leitão, 1929 - Brasile, Argentina
- Erissus Simon, 1895 - Brasile, Perù, Venezuela
- Haedanula Caporiacco, 1941 - Etiopia
- Hedana L. Koch, 1874 - Nuova Guinea, Malesia, Giava, Sumatra, Myanmar, Australia centrale, Nuovo Galles del Sud, isole Tonga
- Pycnaxis Simon, 1895 - Filippine
- Reinickella Dahl, 1907 - Giava
- Rhaebobates Thorell, 1881 - Nuova Guinea
- Tharrhalea L. Koch, 1875 - Nuova Guinea, Filippine, Madagascar, Celebes, Queensland, Australia settentrionale